# Francesco Gavioli
Francesco Gavioli (Mortizzuolo, 6 agosto 1909 – Nonantola, 28 agosto 1997) è stato un presbitero e storico italiano, bibliofilo e collezionista.

## Biografia

### Formazione e primi incarichi
Francesco Gavioli nasce nel 1909 a Mortizzuolo da Achille (Attilio) Gavioli e Caterina Sabbatini, e lì trascorre la sua infanzia fino alla scuola secondaria, che inizia a Mirandola e prosegue poi, sedicenne, nel Seminario di Carpi. Temporaneamente ritiratosi per motivi di salute, riprende presso i Giuseppini del Murialdo a Torino. Là riceve l'ordinazione presbiterale il 17 settembre 1937 dall'arcivescovo cardinale Maurilio Fossati. L'anno successivo rientra in Arcidiocesi di Modena, assegnato alla cura pastorale di Faeto, del quale diviene poi parroco nel 1941. Dal 1942 al 1950 è parroco di Serramazzoni, ove inizia con entusiasmo la costruzione del santuario della Beata Vergine di Pompei per sopperire alla modesta cappella che fungeva da chiesa parrocchiale. Dal 1950 al 1951 è parroco di Guiglia. Nel 1958 approda finalmente alla guida della parrocchia di Villafranca, frazione di Medolla, ove rimarrà fino al 1983.

### Villafranca e la passione per la storia

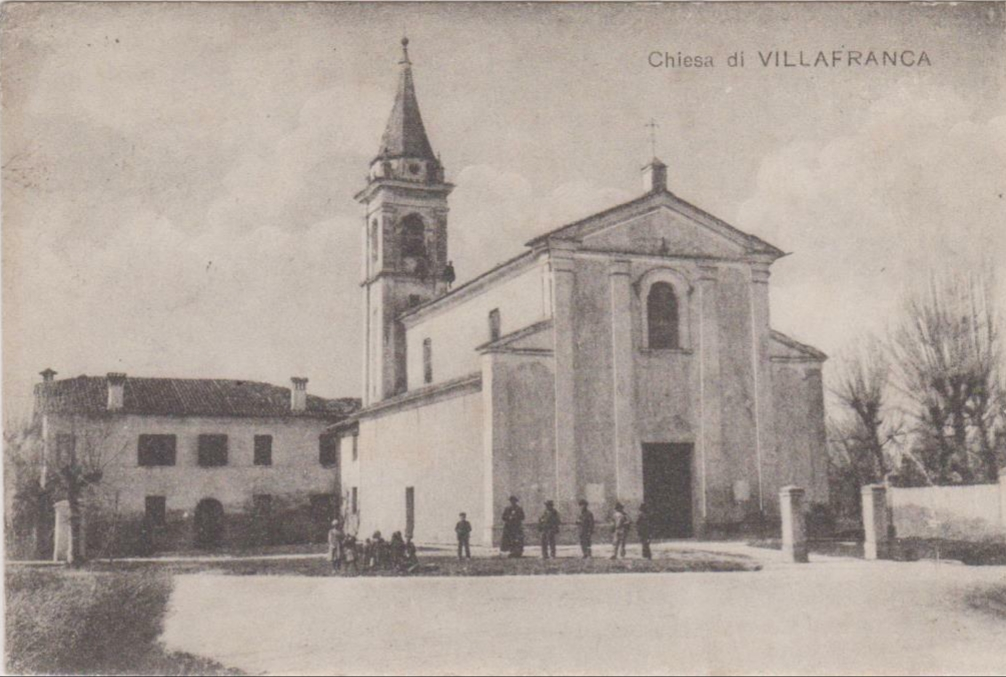
Chiesa di San Bartolomeo a Villafranca (Medolla)

Parallelamente ai primi incarichi don Francesco riesce a dare spazio alla grande passione per i documenti e la storia, nata già nell'adolescenza e coltivata nella giovinezza, con incarichi svolti durante la permanenza tra i Giuseppini. Sin dal mandato a Faeto inizia l'elenco delle sue pubblicazioni, che continua ininterrotto fino ai venticinque anni di Villafranca, durante i quali aumenta significativamente. Insieme crescono anche le relazioni e le amicizie con gli altri studiosi di storia dell'ambito modenese, dei quali molti sono, come don Francesco, soci della Deputazione di Storia patria per le antiche provincie modenesi e frequentatori dell'Archivio di Stato di Modena e della Biblioteca Estense. L'amore e la competenza per i documenti e i libri, lo spingono a rendere sempre più significativamente consistente la sua biblioteca e ad acquistare anche interi archivi gentilizi finiti sul mercato antiquario. Tra quanti condividevano con lui la passione per la storia, i documenti e la sua amata Bassa, nel 1982 costituisce il Gruppo Studi Bassa Modenese e inizia la pubblicazione periodica di La Bassa Modenese. Storia, tradizione, ambiente, poi Quaderni della Bassa Modenese, realtà attive e vitali fino ad oggi. In coincidenza con la partenza per Nonantola, nel 1983 l'imponente patrimonio librario e archivistico progressivamente raccolto nella canonica di Villafranca viene da lui donato alla Biblioteca comunale Eugenio Garin di Mirandola: si tratta della Raccolta Gavioliana, costituita da 13.760 libri, circa 4.000 opuscoli, 900 buste di materiale strettamente archivistico e altre 100 di materiale vario, infine da 120.000 cartoline illustrate.

### L'Archivio abbaziale di Nonantola
Nel 1983 l'arcivescovo Bruno Foresti nomina Gavioli canonico teologo del Capitolo cattedrale dell'Abbazia di Nonantola, incaricandolo della cura dell'Archivio abbaziale. Nel 1987 fonda il Centro Studi Storici Nonantolani, del quale sarà presidente fino alla morte, nel 1997.